# Wolfgang Simon (Illustrator)
Wolfgang Simon (* 1940 in Berlin; † 13. März 2013 in Andalusien) war ein deutscher Illustrator und Grafiker.

## Leben
Wolfgang Simon studierte von 1957 bis 1962 an der Berliner Hochschule für Bildende Künste. Simon verstand sich als Schüler von Friedrich Schröder Sonnenstern.
In den 1960er und 1970er Jahren war er in der Kreuzberger Künstlerszene um Günther Bruno Fuchs aktiv. Simon engagierte sich auch in der 68er-Bewegung.
Seit Ende der 1960er Jahre lebte er in Andalusien. Dort erlag er am 13. März 2013 einem Herzinfarkt.